# モロトフ・プラン

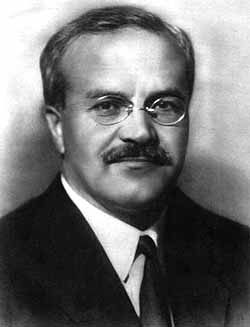
ヴャチェスラフ・モロトフ

モロトフ・プラン (Molotov Plan) は、政治的・経済的にソ連と連帯した東欧諸国を再建するための援助を供与することを目的として、1947年にソ連によって創られた体制である。これはマーシャル・プランのソ連版と捉えることができる。東欧諸国は政治的理由により、ソ連の勢力圏からの離脱なくしてはマーシャル・プランに参加できなかった。ソ連外相ヴャチェスラフ・モロトフはマーシャル・プランを拒絶（1947年）し、モロトフ・プランを提唱した。これはソ連が支援する経済集団で、最終的にCOMECONに発展した。
この計画は相互貿易協定の体制であった。体制は同時に、社会主義諸国の経済統合を支援するためにCOMECONを確立した。援助は、欧州諸国が米国の援助に頼るのを止めることを許し、したがってモロトフ・プラン参加国が代わりに対ソ貿易を再構築することを許した。

## 参加国一覧

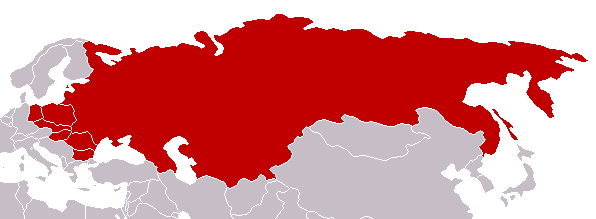
モロトフ・プラン加盟国

- ソビエト連邦
- ポーランド人民共和国
- チェコスロバキア
- 東ドイツ
- ハンガリー人民共和国
- ブルガリア人民共和国
- ルーマニア人民共和国

## 註
1. ↑  CNN Cold War - Profile: Vyacheslav Mikhaylovic Molotov Archived 2008年12月19日, at the Wayback Machine.
2. ↑  PinkMonkey.com World History Study Guide - 17.2 The Cold War between 1945 and 1947
3. ↑  A Look back at the Marshall Plan Archived 2007年12月15日, at the Wayback Machine.
4. ↑  http://k-12.pisd.edu/schools/pshs/soc_stu/ush/ColdWarEvents.pdf